# 코즐로두이

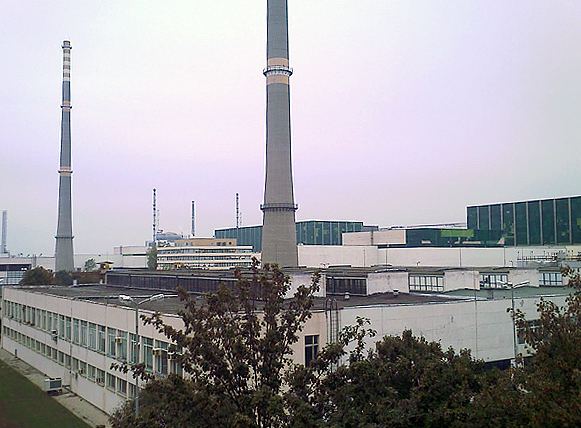

코즐로두이(불가리아어: Козлодуй, Kozloduy)은 불가리아 북서부에 위치한 브라차주의 도시로 인구는 13,771명이다. 다뉴브강과 접한다. 1877년 11월 23일 러시아 제국군에 의해 오스만 제국의 지배로부터 해방되었다. 불가리아에 있는 유일한 원자력 발전소인 코즐로두이 원자력 발전소가 있다.